# Tony Orlando
Tony Orlando, pseudonimo di Michael Anthony Orlando Cassavitis (Manhattan, 3 aprile 1944), è un cantante e produttore discografico statunitense ricordato per essere stato membro dei Tony Orlando and Dawn e tra i musicisti di maggior successo dei primi anni settanta.

## Biografia
Orlando divenne già famoso all'età di sedici anni quando, nel 1961, pubblicò Halfway to Paradise, scritta per lui da Carole King. La successiva Bless You (1961) riuscì anch'essa a ottenere riscontri commerciali positivi mentre Happy Times (Are Here To Stay) (1961) fu un successo minore. Dopo alcuni anni, Orlando si unì ai Dawn, e con essi incise vari singoli di successo come Candida, (1970) Knock Three Times (1970), e Tie a Yellow Ribbon Round the Ole Oak Tree (1973), originariamente scritta da Irwin Levine e L. Russell Brown, e di cui vennero anche fatte delle versioni di Perry Como, Lawrence Welk, Johnny Carver, Dean Martin, Dolly Parton e molti altri. Reduce dalla morte della sorella e del comico Freddie Prinze, suo amico, Orlando si ritirò dalle scene musicale per quattro mesi per poi proseguire come artista solista, ma senza riuscire a ottenere i successi raggiunti con i Dawn. Nel 1988, Orlando e gli altri membri dei Dawn fecero una breve reunion.

## Discografia

### Come solista

#### Album in studio
- 1961 – Bless You and 11 Other Great Hits
- 1969 – Make Believe
- 1973 – Before Dawn
- 1978 – Tony Orlando
- 1979 – I Got Rhythm
- 1980 – Livin' for the Music
- 2014 – Bless You

#### Singoli
- 1961 – Halfway to Paradise
- 1961 – Bless You
- 1961 – Happy Times (Are Here To Stay)
- 1962 – Chills
- 1962 – At the Edge of Tears
- 1963 – Shirley
- 1963 – I'll Be There
- 1963 – What Am I Gonna Do
- 1964 – Tell Me What Can I Do
- 1964 – To Wait For Love
- 1969 – I Was A Boy (come Billy Shields)
- 1969 – Make Believe
- 1969 – I'll Hold Out My Hand
- 1978 – Don't Let Go
- 1978 – Sweets For My Sweet

#### Album compilation
- 2006 – Halfway to Paradise: The Complete Epic Masters 1961-1964